# Teucholabis (Teucholabis) eremnopoda
Teucholabis (Teucholabis) eremnopoda is een tweevleugelige uit de familie steltmuggen (Limoniidae). De soort komt voor in het Oriëntaals gebied.